# Silene lineariloba
Silene lineariloba är en nejlikväxtart som beskrevs av Cheng Yih Wu. Silene lineariloba ingår i släktet glimmar, och familjen nejlikväxter. Inga underarter finns listade i Catalogue of Life.